# Alex Debón

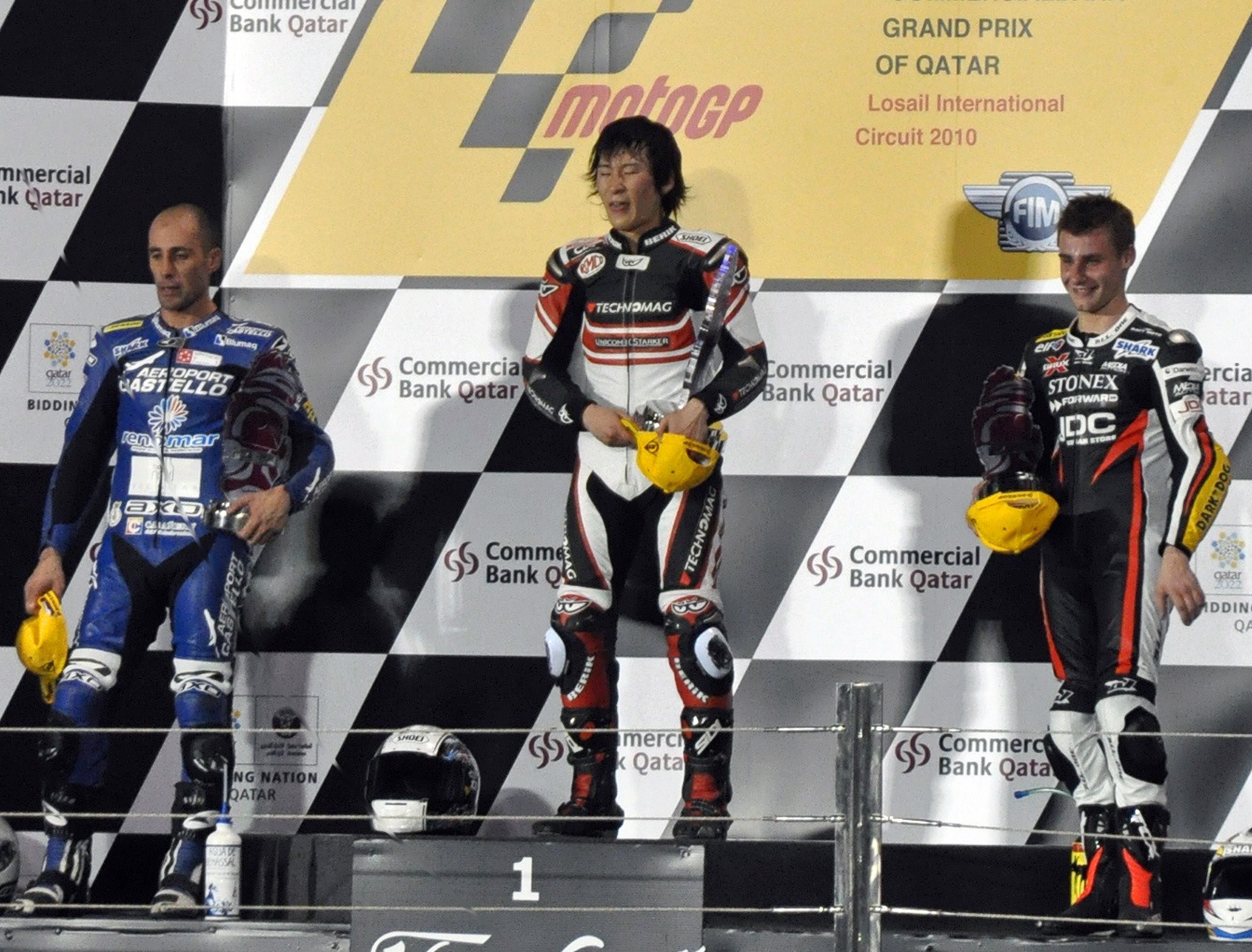
Alex Debón (links) met Shoya Tomizawa (midden) en Jules Cluzel (rechts) op het podium op het Losail International Circuit in 2010.

Alex Debón Latorre (La Vall d'Uixó, 1 maart 1976) is een Spaans motorcoureur.
Debón maakte in 1998 met een wildcard zijn debuut in de 250cc-klasse van het wereldkampioenschap wegrace tijdens de Grand Prix van Madrid op een Honda. Nadat hij in 1999 met een wildcard reed in de Grands Prix van Spanje, Catalonië en Valencia, maakte hij in 2000 zijn debuut op een Aprilia. Nadat hij enkele seizoenen in het middenveld reed, waarbij hij in 2003 overstapte naar een Honda, werd hij in 2006 de officiële testrijder van Aprilia. Na tien wildcardraces in 2006 en 2007, waarbij hij in het tweede seizoen zijn eerste podiumplaats behaalde in Valencia, promoveerde hij naar een permanent racezitje in 2008. In de eerste race in Qatar behaalde hij de pole position en leidde de race tot het ingaan van de laatste ronde, waarin hij terugviel naar de vierde plaats. Later dat jaar won hij wel zijn enige twee races in Frankrijk en Tsjechië en stond ook nog op het podium in Italië en Japan, waardoor hij vierde in het kampioenschap werd. In 2009 behaalde hij twee pole positions in Spanje en Valencia, maar wist beide keren niet de finish te halen. Hiernaast stond hij wel op het podium in Duitsland. In 2010 werd de 250cc vervangen door de Moto2, waarin Debón uitkwam op een FTR. In de eerste race van het seizoen in Qatar stond hij opnieuw op het podium. Tijdens de TT van Assen crashte hij echter zwaar in de kwalificatie, waardoor hij zijn sleutelbeen brak. Tijdens het seizoen kondigde hij aan om aan het eind van het jaar te stoppen. In het seizoen 2011 werd hij dan ook vervangen door Kev Coghlan.